# Río Aba
Río del sur de Nigeria.

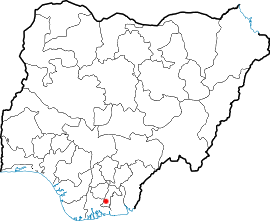

Atraviesa la ciudad de Aba en el estado nigeriano de Abia. Nace en el interior de Aba y penetra en el Estado de Cross River, desembocando en el Río Imo. En la temporada de lluvias, entre marzo y noviembre aumenta considerablemente su caudal.
Tiene una gran importancia económica en el Estado de Abia, ya que sus aguas se utizan para consumo humano, para uso doméstico, para pescar y para otras actividades, entre la que no falta el lavado de coches. Así mismo, recibe copiosas cantidades de residuos de industrias y mataderos situados a lo largo de su curso, dado que Aba es la segunda ciudad más industrializada de Nigeria, está densamente poblada y, todavía, su gestión de los residuos urbanos es muy básica. Constituye la principal fuente de irrigación en la temporada seca, para las cosechas que se cultivan en su cuenca.
- Datos: Q3744127